# Faryl Smith
Pour les articles homonymes, voir Smith.
Faryl Smith, née le 23 juillet 1995 à Kettering, est une chanteuse mezzo-soprano anglaise.
Découverte grâce à l'émission de télévision britannique Britain's Got Talent en 2008, elle a à son actif deux albums : Faryl (2009) et Wonderland (2009).
Elle est produite par Universal Classics and Jazz (Universal Music Group).